# Egisto Tango
Egisto Emilio Tango, född den 13 november 1873 i Rom, död den 5 oktober 1951 i Köpenhamn, var en italiensk dirigent. 
Tango är känd som dirigent vid uruppföranden av Béla Bartóks Träprinsen och Riddar Blåskäggs borg. Tango inledde sin karriär i Italien som dirigent vid Venedigoperan och vid La Scala i Milano. Han arbetade i New York vid Metropolitanoperan innan han anställdes vid Budapestoperan. Där var Tango verksam åren 1913–1919. 1929 fick han fast engagemang vid Det Kongelige Teater i Köpenhamn, där han hade gästspelat 1927.